# Västerlösa socken
Västerlösa socken i Östergötland ingick i Vifolka härad (före 1895 även delar i Gullbergs härad), ingår sedan 1971 i Linköpings kommun och motsvarar från 2016 Västerlösa distrikt.
Socknens areal är 31,43 kvadratkilometer, varav 31,24 land. År 2000 fanns här 620 invånare. Tätorten  Västerlösa med sockenkyrkan Västerlösa kyrka ligger i socknen. 

## Administrativ historik
Västerlösa socken har medeltida ursprung.
Före 1895 hörde delar av socken till Gullbergs härad: Västerlösa nr 1-4, lägenheten Haddorp, Egeby nr 1-8, Hackeryd nr 1-5, Hölja, Höljebotorp nr 1-2, Kråktorp, Lind nr 1-2, Smedstorp, Stora Sonorp, Lilla Sonorp nr 2-3, Västerby nr 1-3, lägenheterna Gillestomten, Lindbotorp, Solkeryd och Västerlösa nr 5, Linkelösa nr 1-2 och Stämminge nr 1-2. Dessa delar överfördes 1895 till Vifolka härad.
Vid kommunreformen 1862 övergick socknens ansvar för de kyrkliga frågorna till Västerlösa församling och för de borgerliga frågorna till Västerlösa landskommun. Landskommunen inkorporerades 1952 i Norra Valkebo landskommun och ingår sedan 1971 i Linköpings kommun. Församlingen uppgick 2006 i Vikingstads församling.
1 januari 2016 inrättades distriktet Västerlösa, med samma omfattning som församlingen hade 1999/2000.  
Socknen har tillhört samma fögderier och domsagor som Vifolka härad.  De indelta soldaterna tillhörde  Första livgrenadjärregementet, Vreta Klosters kompani och Andra livgrenadjärregementet, Vestanstångs och Bergslags kompanier.

## Geografi
Västerlösa socken ligger väster om Linköping med Svartån i norr. Socknen är en uppodlad slättbygd på Östgötaslätten med mindre skogsområden i söder.

## Fornlämningar

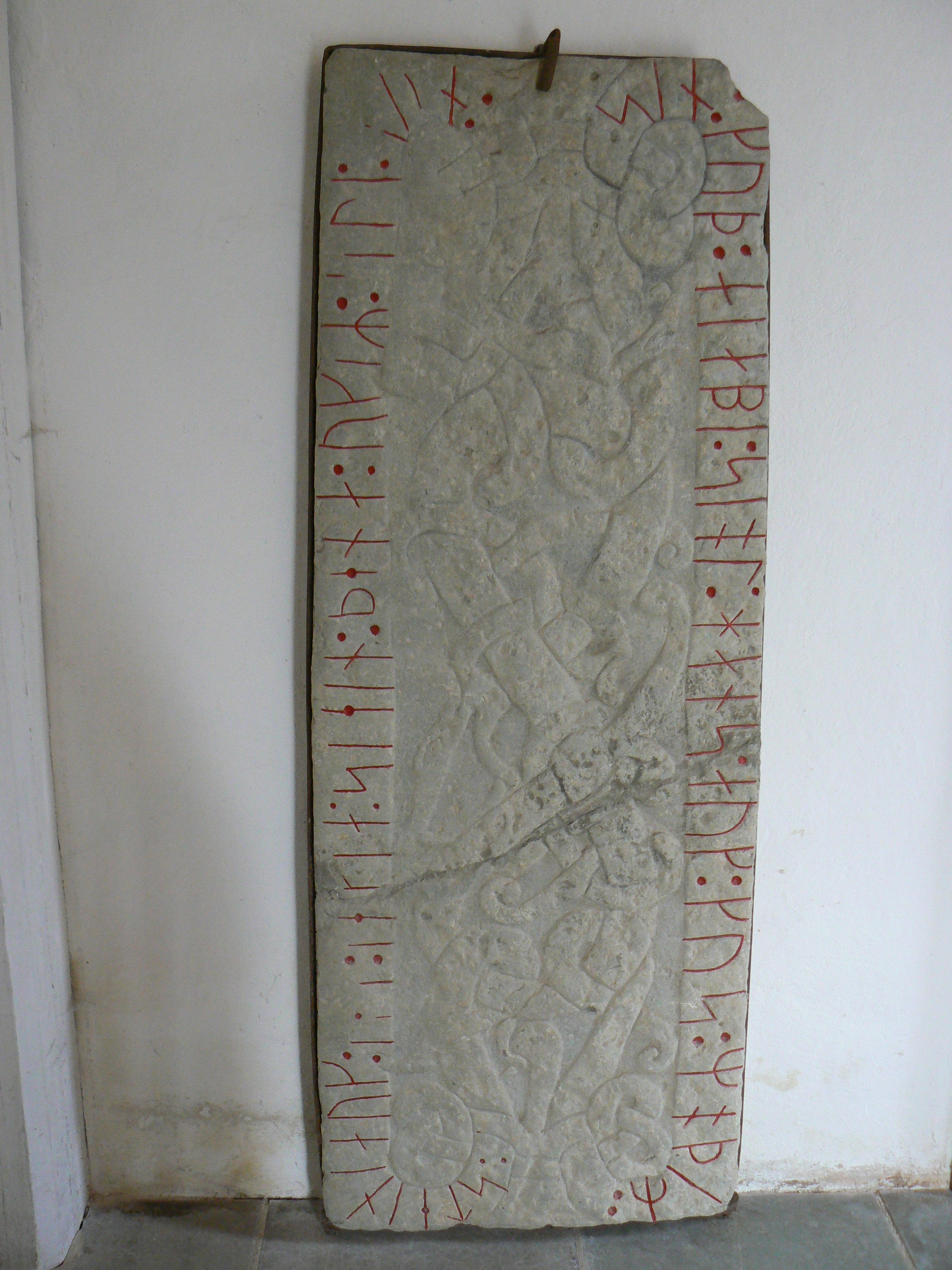
Gravhällen Ög 213, här i kyrkans vapenhus.

Kända från socknen är nio mindre gravfält, stensättningar och stensträngar från järnåldern. Två runristning är antecknade, en i form av en gravhäll vid kyrkan.

## Namnet
Namnet (1325, Wästerlöso) kommer från kyrkbyn. Förleden är väster. Efterleden är lösa, 'glänta'.

### Fotnoter
1. 1 2  Svensk Uppslagsbok Västerlösa socken
2. 1 2  Harlén, Hans; Harlén Eivy (2003). Sverige från A till Ö: geografisk-historisk uppslagsbok. Stockholm: Kommentus. Libris 9337075. ISBN 91-7345-139-8
3. ↑  ”Församlingar”. Statistiska centralbyrån. https://www.scb.se/hitta-statistik/regional-statistik-och-kartor/regionala-indelningar/forsamlingar/. Läst 30 december 2022.
4. ↑  Administrativ historik för Västerlösa socken (Klicka på församlingsposten). Källa: Nationella arkivdatabasen, Riksarkivet.
5. 1 2  Sjögren, Otto (1931). Sverige geografisk beskrivning del 2 Östergötlands, Jönköpings, Kronobergs, Kalmar och Gotlands län. Stockholm: Wahlström & Widstrand. Libris 9939
6. 1 2  Nationalencyklopedin
7. ↑  Fornlämningar, Statens historiska museum: Västerlösa socken
8. ↑  Fornminnesregistret, Riksantikvarieämbetet: Västerlösa socken Fornminnen i socknen erhålls på kartan genom att skriva in sockennamn (utan "socken") i "Ange geografiskt område"
9. ↑  Mats Wahlberg, red (2003). Svenskt ortnamnslexikon. Uppsala: Institutet för språk och folkminnen. Libris 8998039. ISBN 91-7229-020-X. https://isof.diva-portal.org/smash/get/diva2:1175717/FULLTEXT02.pdf